# Spoorlijn Maschen - Hamburg Süd
De spoorlijn Maschen - Hamburg Süd is een Duitse spoorlijn in Nedersaksen en Hamburg en is als spoorlijn 1255 onder beheer van DB Netze.

## Geschiedenis
Het traject werd door de Preußische Staatseisenbahnen geopend in 1893. Vanuit Hamburg Süd tot aan Hamburg Hohe Schaar loopt de lijn door de haven van Hamburg en heeft daar een groot aantal aansluitingen. Tijdens de Stormvloed van 1962 heeft dit gedeelte gedurende een week als doorgaande verbinding gediend tussen Hamburg Hauptbahnhof en Hamburg-Harburg aangezien de spoorverbinding via Wilhelmsburg overstroomd was.

## Treindiensten
De lijn is alleen in gebruik voor goederenvervoer.

## Aansluitingen
In de volgende plaatsen is of was er een aansluiting op de volgende spoorlijnen:
Maschen
DB 1280, spoorlijn tussen Buchholz en de aansluiting Allermöhe
DB 1281, spoorlijn tussen Stelle en Maschen
DB 1284, spoorlijn tussen Stelle en Maschen
Hamburg-Harburg
DB 1256, spoorlijn tussen Hamburg-Harburg W2 en Hamburg-Harburg Nordkopf
DB 1257, spoorlijn tussen Hamburg-Harburg W603 - Hamburg-Harburg W646 (spoor 5+6)
DB 1259, spoorlijn tussen Hamburg-Harburg W550 - Hamburg-Harburg W645 (spoor 3+4)
DB 1280, spoorlijn tussen Buchholz en de aansluiting Allermöhe
DB 1720, spoorlijn tussen Lehrte en Cuxhaven
DB 2200, spoorlijn tussen Wanne-Eickel en Hamburg
aansluiting Süderelbbrücke
DB 1253, spoorlijn tussen de aansluiting Süderelbbrücke en Hamburg-Waltershof
DB 1254, spoorlijn tussen Hamburg-Wilhelmsburg en Hamburg Hohe Schaar
Hamburg-Wilhelmsburg
DB 1254, spoorlijn tussen Hamburg-Wilhelmsburg en Hamburg Hohe Schaar
DB 1290, spoorlijn tussen Hamburg-Wilhelmsburg en Peute
Hamburg Süd
DB 1248, spoorlijn tussen Hamburg Kai rechts en Hamburg Süd

## Elektrificatie
Het traject werd in 1965 geëlektrificeerd met een wisselspanning van 15.000 volt 16⅔ Hz.